# 리처드 라이트 (음악가)
리처드 윌리엄 라이트(영어: Richard William Wright, 1943년 7월 28일 ~ 2008년 9월 15일)는 영국의 키보디스트이다. 그는 핑크 플로이드에서의 활동으로 가장 잘 알려져 있으며, 두 장의 솔로 앨범을 발표하였다.
2008년 9월 15일 폐암으로 투병 중 런던의 자택에서 사망했다.

## 음악 활동

### 핑크 플로이드에서의 활동
리처드 라이트는 핑크 플로이드의 원년 멤버 중 하나로 핑크 플로이드의 전신인 Sigma 6와 Screaming Abdabs에서도 함께 활동을 하였다.
초창기 핑크 플로이드의 음악 활동에서 그는 시드 배럿과 함께 비교적 활동적으로 작곡, 작사를 하였다.
《The Dark Side of the Moon》 앨범에서 특히 〈The Great Gig in the Sky〉와 〈Us and Them〉등의 명곡을 작곡하여 핑크 플로이드에서의 그의 대표적인 음악적 성과로 남게 되었다.
그러나 이후 밴드 활동에서 창조적인 음악 기여가 뜸하다가 결국 The Wall 앨범 제작 도중 로저 워터스에 의해서 밴드에서 해고 압박을 받게 되고 결국 밴드에서 탈퇴를 하게 되었다.
이후 데이비드 길모어가 주도적으로 다시 핑크 플로이드를 재정비해서 1987년에 발표한 《A Momentary Lapse of Reason》에서 다시 핑크 플로이드의 음악 활동을 재개하고 1994년의 《The Division Bell》에 와서 완전한 밴드 멤버로 인정을 받아서 이후 라이브 공연과 밴드 활동을 하게 되었다.

### 솔로 활동
1978년 첫 솔로 앨범 《Wet Dream》을 발표하였다. 《The Wall》앨범 이후 핑크 플로이드에서 탈퇴를 당한 후 리처드 라이트는 데이브 해리스와 함께 Zee라는 듀오 밴드를 결성하고 《Identity》라는 앨범을 발표하였다.
핑크 플로이드에 다시 합류한 이후 1996년에 보다 성숙하고 완성도 높은 음악성을 보여주는 《Broken China》를 발표하였다.
2008년 자신의 세 번째 솔로 앨범을 준비하였으나, 폐암으로 세상을 떠나게 되어 미완의 작업으로 남게 되었다.

## 음반 목록

### 솔로 앨범
- 《Wet Dream》(1978년)
- 《Broken China》(1996년)

### 솔로 싱글
- 《Identity》(1984년)

### 데이비드 길모어와의 작업
- 《David Gilmour in Concert》(DVD, 2002년)
  - 다음 두 트랙에 참가: 〈Breakthrough〉(Keyboard/Vocals), 〈Comfortably Numb〉(밥 겔도프와 함께, Keyboard)
- 《On an Island》(2006년)
  - 다음 두 트랙에 참가: 〈On an Island〉(Hammond organ), 〈The Blue〉(Keyboard/Vocals)
- 《Remember That Night》(DVD, 2007년)
- 《Live in Gdańsk》(CD/DVD, 2008년)

### 시드 배럿과의 작업
- 《The Madcap Laughs》(1970년)
- 《Barrett》(1970년)

## 참고 문헌
1. ↑  (영어) Pink Floyd member Richard Wright dies at age 65 보관됨 2008-09-19 - 웨이백 머신, 《Associated Press》, 2008.9.16.
2. ↑  (영어) Richard Wright: allowing others the freedom to fly 보관됨 2008-12-08 - 웨이백 머신, 《Telegraph》, 2008.9.16.